# بيل فيشر (قاضي)
بيل فيشر (بالإنجليزية: Bill Fisher)‏ هو قاضي أسترالي، ولد في 12 أبريل 1926، وتوفي في 10 مارس 2010.